# Einhart, der Lächler
Der 1907 erschienene Roman Einhart, der Lächler von Carl Hauptmann zeichnet das Leben des Künstlers Einhart Selle, der sich von gesellschaftlichen Erwartungen löst und in Naturbetrachtung zu sich selbst findet. 
Die Eltern, der Vater ein Postbeamter, die Mutter eine Zigeunerin, zeigen den seit Goethes Vorbild in der Literatur beliebten Gegensatz von ernster Pflichttreue und gefühlsbetonter Lebenszugewandtheit, der Einhart in seine Künstlerkarriere führt. Vorbild für die Hauptfigur des Romans war der Maler Otto Mueller. Sein Freund, der Wissenschaftler Dr. Poncet, hat Ähnlichkeiten mit dem Autor Carl Hauptmann.

## Einzelbelege
1. ↑  „Am Ende brachte ihm der Zufall noch Platons Welt in die Seele. 

»Da haben wir den Seher, den ich gesucht,« rief er vielemale im Lesen. Und er saß unter den schönen, jungen Griechen selber bekränzten Hauptes in Rausch und fröhlichem Widerstreit, daß er sogar die äußeren Augen weit aufriß. »Diese Welt ist ergriffen mit Auge und Ohr, mit Geruch und Geschmack, ist wahrhaft angeschaut,« rief er entzückt. »Und die Ideen sind wie Arome, die der leibhaftigen Blüte entsteigen.«

»Seht doch unsre Duftmacher, die uns Arome eintränken wollen und haben nie die Blüten gesehen.«

Jeden Schritt hin und her auf den Fliesen im Hofe hörte Einhart hallen, das Poltern der Berauschten an den Läden machte ihn lachen, jede Geste und jeden Geist griff er in wahrem, sinnlichen Gewande. Damit kam er ganz zum Leben zurück.“(Viertes Buch, 5, S. 41)
2. ↑  „Sie war wirklich eine Zigeunerin von Blut. Sie hatte wohl als einzige Tochter im Hause gegolten. In Wahrheit hatte man das Kind an der braunen Brust einer Zigeunermutter, die betteln kam und sich krank hingeschleppt, gesehen, es richtig gekauft und angenommen an Kindesstatt.“ (Erstes Buch, 1, S. 5)
3. ↑  „Er hatte sogar im Traume oft nur Zahlen in seiner Seele.“ (Erstes Buch, 1, S. 8)